# Братська вулиця (Київ)
Бра́тська ву́лиця — вулиця у Подільському районі міста Києва, місцевість Поділ. Простягається від Ігорівської до Іллінської вулиці.
Прилучаються Андріївська і Борисоглібська вулиці.

## Історія
Одна з найдавніших вулиць Києва. Мала назву Володи́мирська. В давні часи вела від Поштової станції до Братського монастиря (зберігся лише частково), від назви монастиря 1869 року отримала сучасну назву. За її сучасною лінією вулиця виникла після перепланування Подолу за проектом петербурзького архітектора Вільяма Гесте 1812 року, але про її колишній напрямок свідчить положення будинку № 2, спорудженого у XVIII столітті.

## Забудова
Братська вулиця, паралельна їй Петра Сагайдачного та прилеглі Андріївська, Ігорівська, Іллінська, Борисоглібська складають архітектурний ансамбль старого Подолу, будівлі створені в стилях пізнього класицизму та (рідше) російського модерну.
Будинки № 5, 8, 9, 12, 11, 13, 15/9 споруджені у XIX — на початку ХХ ст. Поблизу перетину з Борисоглібською вулицею стояв храм Святих Бориса й Гліба, споруджений 1692 р. і знищений у 1934 р.

### Пам'ятки архітектури та історично цінні будівлі
- № 1/9 — колишній особняк К. Сорокіної. Побудований за проектом архітектора Володимира Ніколаєва. Єдиний будинок, що зберігся від садиби, яка належала К. Сорокіній (кінець XIX — початок XX сторіччя).
- № 2 — Хлібний магазин магістрату, згодом пересильна в'язниця (1760-ті роки; арх. Іван Григорович-Барський).
- № 4 — будинок працівників «Київенерго» у стилі конструктивізму (близько 1934).
- № 7 — колишній готель «Московський».
- № 14 — прибутковий будинок (поч. ХХ ст.).

## Персоналії
У будинку № 2 в пересильній в'язниці утримувався Тарас Шевченко, а у будинку № 7 1854 року мешкала письменниця Марко Вовчок.

## Меморіальні дошки
- буд. № 7 — на честь письменниці Марко Вовчок, яка мешкала у цьому будинку в 1854 році. Мармурову дошку відкрито 7 січня 1958 року (архітектор Ісроель Шмульсон).

## Установи та заклади
- ТОВ «Київтелеком» (буд. № 3)
- Київський професійний ліцей водного транспорту (буд. № 12)
- Дошкільний навчальний заклад № 307 (буд. № 7/11)

## Зображення

Будинок № 15/9
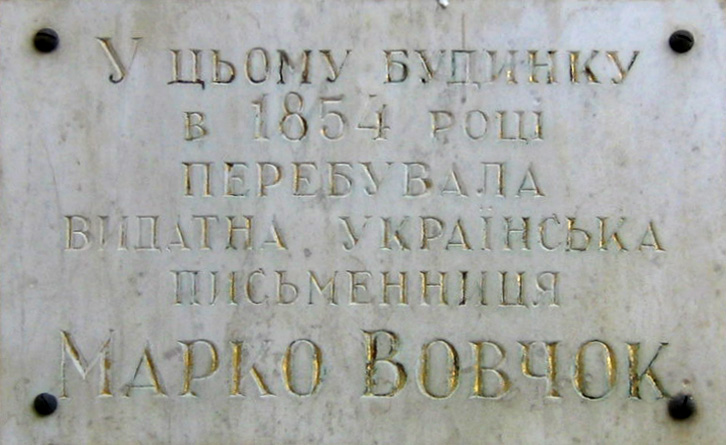
Меморіальна табличка на будинку № 7